# Giovanni Battista Scapaccino
Giovanni Battista Scapaccino (Incisa Belbo, 15 febbraio 1802 – Les Échelles, 3 febbraio 1834) è stato un carabiniere italiano, caduto in azione durante il tentativo di invasione della Savoia, effettuato da fuoriusciti mazziniani nel febbraio 1834. Decorato con la medaglia d'oro al valor militare, la prima concessa dalla reintroduzione di tale onorificenza da parte del Re Carlo Alberto.

## Biografia
Nato a Incisa Belbo, in provincia di Asti, il 15 febbraio 1802, figlio di Biagio e Margherita Allia. Nel 1822 si arruolò nella Regia armata sarda, entrando in servizio nel Reggimento Piemonte Reale Cavalleria da cui, nel 1830, transitò in servizio nel Corpo dei Carabinieri Reali, venendo destinato a prestare servizio in Savoia, in forza alla Stazione di Les Échelles.
Alla nove di sera del 3 febbraio 1834, una colonna di circa cento fuoriusciti repubblicani mazziniani provenienti dalla Francia, tentò di invadere il Regno di Sardegna, occupando il villaggio di Les Échelles. In quel momento Scapaccino stava rientrando a cavallo dal Comando della Compagnia di Chambéry, portando un dispaccio riservato che poneva in allerta i comandi dipendenti sul movimento di forze rivoltose alla frontiera. Pur essendosi reso conto della presenza dei rivoltosi nel paese, venne fermato alle porte del paese, egli si rifiutò di aderire alla rivolta cercando di forzare il posto di blocco impugnando la pistola d'ordinanza. Scapaccino non esitò: pur comprendendo che il gesto avrebbe potuto costargli la vita, rispose fieramente che non conosceva altra bandiera se non quella del suo Re, spronava il cavallo gridando "Viva il Re!". Fu colpito a morte da due colpi di fucile sparati da un certo Pietro Lanfrey. La colonna dei fuorusciti mazziniani che uccisero Scapaccino era guidata da Gerolamo Ramorino, che diventò poi generale dell'esercito sardo.
Il comportamento di Scapaccino fu messo all'Ordine del Giorno dell'Esercito dal Ministro della guerra e Re Carlo Alberto volle decorarlo con la Medaglia d'oro al valor militare dell'esercito sabaudo, la prima concessa da quando egli aveva reintrodotto tale onorificenza.

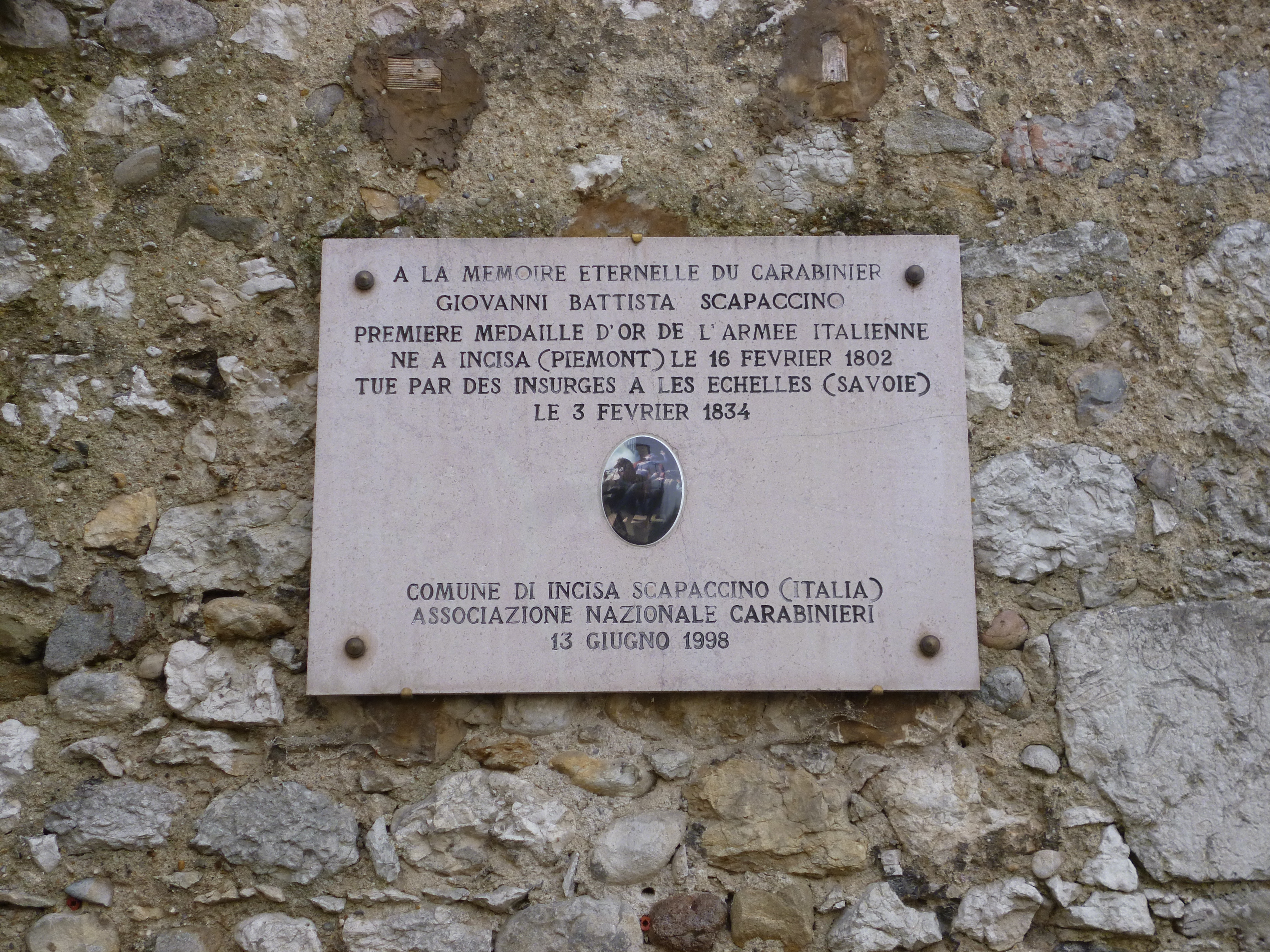
Targa commemorativa a Les Echelles (Francia)

### Riconoscimenti
Il suo paese natale, Incisa Belbo, divenne nel 1928 Incisa Scapaccino in suo onore. Il comune inoltre gli ha dedicato una via e un monumento. Nel 2015 gli è stato intitolato il Comando provinciale Carabinieri di Asti, ed anche una caserma di Alessandria porta il suo nome. Venne raffigurato tra i bassorilievi del Monumento al Carabiniere di Torino modellati dall'artista Edoardo Rubino e rappresentanti gli episodi più significativi della Storia dell'Arma, appare anche l'eroismo di Les Échelles. Scapaccino è raffigurato con volto pieno di risolutezza, di vigore, mentre si sente sussurrare all'orecchio da un fuoriuscito parole di minaccia, da un altro lusinghe: il valoroso è imperturbabile, non esita, fiero nell'atteggiamento, lo sguardo rivolto lontano, il labbro dischiuso nel grido eroico che pagherà con la vita. 

### Annotazioni
1. ↑  Fondato con Regie Patenti del 13 luglio 1814.
2. ↑  Di professione cardatore, Lanfrey si era rifugiato in Francia qualche mese prima perché ricercato per contrabbando.
3. ↑  Come tale fu condannato a morte in quanto accusato di essere responsabile della sconfitta di Novara, venendo fucilato a Torino.
4. ↑  Divenuto nel 1861 Regio Esercito italiano.
5. ↑  Con Regio Decreto del 18 ottobre 1928 il paese fu ribattezzato Incisa Scapaccino.

### Fonti
1. 1 2 3 4 5  Fiorilli 2012, p. 33.
2. ↑   Storia dei Carabinieri il podcast, Ep.9 I tentativi insurrezionali in Savoia 1830-1834. Giovan Battista Scapaccino MOVM, su spreaker.com. URL consultato il 29 novembre 2020.
3. 1 2  Fiorilli 2012, p. 34.